# Kynice
Kynice (en allemand : Kinitz) est une commune du district de Havlíčkův Brod, dans la région de Vysočina, en République tchèque. Sa population s'élevait à 95 habitants en 2020.

## Géographie
Kynice se trouve à 9 km au nord-nord-ouest de Světlá nad Sázavou, à 22 km au nord-ouest de Havlíčkův Brod, à 42 km au nord-nord-ouest de Jihlava et à 76 km au sud-est de Prague.
La commune est limitée par Číhošť à l'ouest et au nord, par Leština u Světlé au nord-est et par Ovesná Lhota au sud-est et au sud.

## Histoire
La première mention écrite de la localité date de 1341.